# Вилијам Стукли
Вилијам Стукли (енгл. William Stukeley; Холбич, 7. новембар 1687 — Лондон, 3. март 1765) био је енглески археолог, који је први проучавао Стоунхенџ и Ејвбери.
Почетком 18. век, када се бележи пад објективног научног духа који је одликовао Краљевско друштво и почиње преусмеравање укуса с античке уметности и архитектурена маштовите готичке грађевине према средњовековном узору, бележи се и појава романтичарске уметности и књижевности, што се одражава на Стуклијево стваралаштво.
Стјуарт Пигот (најозбиљнији Стуклијев биограф) указао је на противуречности у његовом раду, сугеришући да величину Вилијама Стуклија као теренског археолога треба тражити у томе што је био »археолог који је настављао високе традиције старинарства својствене добу рестаурације, несвестан измењеног интелектуалног расположења престонице«.

## Каријера
Стукли је студирао медицину у Кембриџу и пошто је неко време обављао лекарску праксу, постао је члан Колеџа лекара.
Студирао је и ботанику па је захваљујући том искуству почео у унутрашњости да проучава старе споменике, посебно потстакнут рукописом Обријевих Британских споменика.
Током двадесетих година уследио је теренски рад у Весексу, укључујући тачно и детаљно проучавање Ејвберија, Стоунхенџа и Силберија. Путовао је по Британији, од јужне обале до Хадријановог зида, снимајући стање и правећи скице.
Деведесетих година медицину је заменио религијом и 1729. био рукоположен, после чега покушава да резултате теренског рада у Весексу искористи за успостављање теолошке везе између друида и хришћанства.
Џон Обри је записивао своја запажања, склапао их у смислен поредак и извлачио ограничене закључке на основу здравог разума и историјских података. Према његовом мишљењу Стоунхенџ и сродни споменици нису се уклапали у римски период па их је приписао преримским Бритима. Пошто је природа тих локалитета очигледно била ритуална а не функционална, Обри их је повезао са култом и свештенством потврђеним у античким изворима - друидима. Стукли је прихватио ту атрибуцију, али се потом упустио у измишљање сложеног друидског теолошког система повезујући га сасвим неоснованим повезивањем с особеностима споменика: 
Облик тог запањујућег дела (Ејвберија) јесте лик божанства, ближе речено, тројства

## Дело
Објавио је две важне књиге Стоунхенџ (1740) и Ејвбери (1743), тврдећи да су оне део већег подухвата под насловом Праотачко хришћанство или Хронолошка историја порекла и развитка истинске вере и идолопоклонства.
Стуклијев углед не почива на тим књигама већ на необјављеном рукопису из 1723. из којег је црпео податке.

Један од првих историчара археологије укратко је и изузетно јасно објаснио тај Стуклијев дуализам: 
Баш као што се за др Стуклија може рећи да је био светац заштитник теренског археолошког рада, тако се пречасни Вилијам може сматрати злим духом који влада свим ћакнутим аматерима чији се вишак ентузијазма може мерити само с њиховим непознавањем метода.
Стуклијева основна грађа и даље представља непроцењиво сведочанствоо споменицима који су отада претрпели тешка оштећења.
Стукли је забележио камену стазу која је од Стоунхенџа водила до реке Ејвон и која је касније уништена. Поново је лоцирана тек 1920. уз помоћ снимака из ваздуха.
Његова запажања су јасна и логична, одају способност да засебне скупине земљаних објеката у једној области повеже у кохерентан образац. Стукли је износио и аналитичка запажања као што је закључак да је римски пут на Оукли Дауну у Дорсету морао настати касније него друидске надгробне хумке, зато што пресеца ров једне од тих хумки.
Стукли је био свестан улоге теренског рада као елемента заштитне археологије.

## Сећања из живота сер Исака Њутна
Као савременик Исака Њутна, Вилијам Стукли је забележио разговор у Кенсингтону, 15. априла 1726, у којем се разматра чувени проблем гравитације: 
Зашто је то тако да јабука увек пада вертикално са дрвета на Земљу, а не креће на страну или навише, него увек пада према центру Земље?